# Anders Nyrén
Lars Anders Nyrén, född 12 maj 1954, död 5 augusti 2019 i Bromma, var en svensk företagsledare.
Nyrén var vd för investmentbolaget Industrivärden mellan 2001 och 2015 och styrelseordförande för både Sandvik AB och Svenska Handelsbanken AB fram till 2015. Han var också till 2015 ledamot i koncernstyrelserna för Svenska Cellulosa AB SCA och var fortsatt ledamot i styrelsen för AB Volvo och Ericsson. 
Nyrén avlade ekonomexamen vid Handelshögskolan i Stockholm och blev då civilekonom. Han är begravd på Bromma kyrkogård.

## Utmärkelser och hedersuppdrag
- Ledamot av Ingenjörsvetenskapsakademien (2011).
- SSE Research Award 2011
- Ekonomie hedersdoktor vid Handelshögskolan i Stockholm (ekon.dr h.c.) 2014